# Ronald M. Mottl

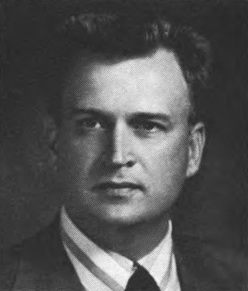
Ronald M. Mottl, 1981

Ronald Milton Mottl (* 6. Februar 1934 in Cleveland, Ohio; † 13. Oktober 2023) war ein US-amerikanischer Politiker der Demokratischen Partei. Von 1975 bis 1983 war er Mitglied des Repräsentantenhauses der Vereinigten Staaten für den 23. Kongressdistrikt des Bundesstaates Ohio.

## Biografie
Ronald Milton Mottl wurde in Cleveland geboren. An der University of Notre Dame studierte er Jura. Von 1960 bis 1966 war er Mitglied im Stadtrat von Parma. Er war Mitglied im Repräsentantenhaus von Ohio von 1967 bis 1968. Im Anschluss daran saß er bis 1974 im Staatssenat.
Bei den Kongresswahlen 1974 wurde er als Vertreter des 23. Distrikts von Ohio ins US-Repräsentantenhaus gewählt. Dort saß er bis zu seinem Ausscheiden 1983. Er ging daraufhin zurück in seinen Heimatstaat um wieder als Lokalpolitiker aktiv zu sein. In der Zeit von 1987 bis 1997 saß er erneut im Repräsentantenhaus von Ohio.
Er lebte in North Royalton. Dort war er 1999 Bürgermeisterkandidat seiner Partei, blieb jedoch erfolglos.
Ronald M. Mottl starb im Oktober 2023 im Alter von 89 Jahren.